# Vincent Sherman
Vincent Sherman (właśc. Abraham Orovitz; ur. 16 lipca 1906 w Vienna, zm. 18 czerwca 2006 w Los Angeles) – amerykański aktor i reżyser filmowy.
Karierę rozpoczynał jako aktor na Broadwayu, a w latach 30. zagrał również w kilku filmach. W 1938 podpisał kontrakt z wytwórnią Warner Bros. i rok później debiutował jako reżyser filmem grozy pt. Powrót doktora X (1939) z udziałem Humphreya Bogarta. Później z Bogartem spotkał się jeszcze na planie filmów: Poprzez noc (1941) i Przez Pacyfik (1942). Gwiazdami kilku jego filmów były także: Joan Crawford, Bette Davis i Ann Sheridan. W westernie Shermana pt. Samotna gwiazda z 1952 główne role zagrali z kolej Clark Gable i Ava Gardner, a w zrealizowanym w tym samym roku filmie noir Przygoda na Trynidadzie wystąpili Rita Hayworth i Glenn Ford. Po sukcesach w Hollywood w latach 60. i 70. współpracował już tylko głównie z telewizją.
Sherman zmarł w szpitalu w Los Angeles 18 czerwca 2006. Miesiąc później obchodziłby 100. urodziny.

## Wybrana filmografia
- Powrót doktora X (1939)
- Poprzez noc (1941)
- Przez Pacyfik (1942; tylko końcowe sceny, oficjalnie jako reżyser filmu wymieniany jest John Huston)
- Stara znajomość (1943)
- Pan Skeffington (1944)
- Nora Prentiss (1947)
- Przygody Don Juana (1948)
- Porywcze serce (1949)
- Harriet Craig (1950)
- Przeklęci nie płaczą (1950)
- Samotna gwiazda (1952)
- Przygoda na Trynidadzie (1952)
- Młody Filadelfijczyk (1959)
- Pałac z lodu (1960)
- Szeryf w spódnicy (1961)
- Cervantes (1967)
- Sprzedawcy marzeń (1980)